# Чесла, Донат Йозеф
До́нат Йо́зеф Че́сла, псевдоним — Фабрициус (в.-луж. Donat Józef Ćěsla, лат. Fabricius, 1614 года, Хросчицы, Лужица — 24 сентября 1690 года, Будишин, Лужица) — католический священнослужитель, лужицкий писатель и историк.
Родился в семье ремесленника в серболужицкой деревне Хросчицы. После получения теологического образования служил с 1650 года настоятелем в одном из католических приходов в Чехии. В 1676 году возвратился в Лужицу, где служил настоятелем в селе Небельчицы. Был избран каноником. С 1679 года служил в Будишине, где с 1681 года до своей кончины в 1690 году был сеньором местного деканата.
Известен своим хронологическим сочинением, в котором описывал с 1678 года положение небельчицкой общины во время Тридцатилетней войны.